# Distretto di Soem Ngam
Il distretto di Soem Ngam (in thailandese: เสริมงาม) è un distretto (amphoe) della Thailandia, situato nella provincia di Lampang.